# Mulatu Teshome
Mulatu Teshome Wirtu (ur. 1 stycznia 1955 w Ardżo) – etiopski polityk i dyplomata, w latach 2001–2003 minister rolnictwa, w latach 2006–2013 ambasador w Turcji, od 7 października 2013 do 25 października 2018 prezydent Etiopii.
24 października 2018 złożył rezygnację ze stanowiska prezydenta. Dzień później oficjalnie przekazał urząd na rzecz wybranej tego samego dnia Sahle-Work Zewde.
Jest członkiem Demokratycznej Organizacji Ludu Oromskiego.